# 北斑鸫鹛
北斑鸫鹛（学名：Turdoides hypoleuca），是画眉科鸫鹛属的一种，分布于肯尼亚和坦桑尼亚。全球活动范围约为91,900平方千米。该物种的保护状况被评为无危。
北斑鸫鹛的平均体重约为72.0克。栖息地包括种植园、亚热带或热带的湿润低地林、乡村花园和亚热带或热带的（低地）干燥疏灌丛。